# Cratohaerea
Cratohaerea es un género de coleópteros adéfagos de la familia Carabidae.

## Especies
Contiene las siguientes especies:
- Cratohaerea brunet (Gory, 1833)
- Cratohaerea chrysopyga (W. Horn, 1892)
- Cratohaerea confusa Basilewsky, 1954